# Milicent Patrick
Milicent Patrick rozená Mildred Elizabeth Fulvia di Rossi (11. listopadu 1915 El Paso – 24. února 1998 Roseville) byla americká herečka, maskérka, trikařka a animátorka. Svou kariéru začala ve Walt Disney Productions, kde se stala jednou z prvních žen-animátorek. Poté v kariéře pokračovala v Universal Studios, kde je uváděna jako první žena, která pracovala v oddělení speciálních efektů a masek. Její nejznámější prací je hlava kostýmu pro ikonického Netvora z filmu Netvor z Černé laguny (1954).

## Životopis
Mildred Elizabeth Fulvia di Rossi se narodila 11. listopadu 1915 v texaském El Pasu jako druhá ze tří dětí Camilla Charlese Rossiho a Elisy Albertine Billové. Její otce byl stavbyvedoucí Hearstova hradu, který pracoval s Julií Morgan, první licencovanou ženou –architektkou v Kalifornii. Když bylo Mildred šest, její rodina se přestěhovala ze San Francisca do San Simeon v Kalifornii. V dětství se Mildred sblížila s ženou Williama Hearsta, Millicent Hearst, která se jí stala inspirací, když si později změnila jméno. V roce 1932 pracovní spory mezi Morgan a Camillem Rossim způsobily, že Morgan apelovala na Hearsta, aby byl Rossi vyřazen z projektu, což vedlo k vystěhování rodiny Rossiových z pozemků Hearstova hradu.
Rodina Rossiových se poté přestěhovala do Glendale v Kalifornii, kde Mildred začala navštěvovat Glendale Junior College. Zde se stala asistentkou výtvarného vedoucícho oddělení školních ročenek. V roce 1935 vytvořila šest ilustrací různých studentských aktivit včetně rozvržení kampusu, školních tanců a sportovních her. Téhož roku ze školy odešla a tři roky studovala na Chouniard Art Institute, kde se soustředila na ilustraci a kresbu a na základě svého talentu získala tři stipendia.

### Kariéra
Mildred Patrick v roce 1939 pracovala pro Walt Disney Productions v jejich zcela ženském oddělení tuže a malby. V roce 1940 byla přesunuta do oddělení animace a efektů, kde se stala jednou z prvních žen-animátorek v Disney. Její práce se objevila ve čtyřech částech filmu Fantazie (1940), včetně animovaného záporáka Chernaboga ve finální části „Night on Bold Mountain”. Dále Patrick pracovala jako animátorka na filmu Dumbo (1941) a bez uvedení v titulcích na filmu Nerozhodný drak (1941). V této době se také objevila (jako Mildred Rossi) v magazínu Glamour. Mezitím několik animátorů z Disney vyhlásilo stávku, požadujíce vyšší plat, lepší pracovní podmínky a uvedení v titulcích filmů. Stávka skončila 21. září 1941, když Disney podepsal unionizovanou smlouvu se Screen Cartoonists Guild. Dne 12. září Patrick odešla z Disney, protože trpěla migrénami. Po odchodu z Disney začala s modelingem jako manekýnka na obchodních přehlídkách. V roce 1947, když čekala na autobusové zastávce před hotelem Ambassador, potkala Williama Hawkese, bratra Howarda Hawkse, který se stal jejím agentem. Její první film, kde byla jako komparzistka byl Texas, Brooklyn & Heaven (1948). V roce 1952, poté co ukázala své skicy Budovi Westmorovi během natáčení filmu The World in His Arms (1952), začala pracovat pro oddělení masek v Universal Studios. Byla první ženou, která pracovala pro oddělení speciálních efektů a masek a byla uvedena v titulcích za návrh pirátských tváří ve filmu Against All Flags (1952) makeup Jacka Palance ve filmu Pohanské znamení (1954), mimozemšťana ve filmu Návštěva z vesmíru (1953), pana Hydea v Abbott a Costello potkávají dr. Jekylla a pana Hydea (1953), mutanta Metaluna ve filmu Ostrov zvaný Země (1955), a výrobu masek pro film The Mole People (1956).

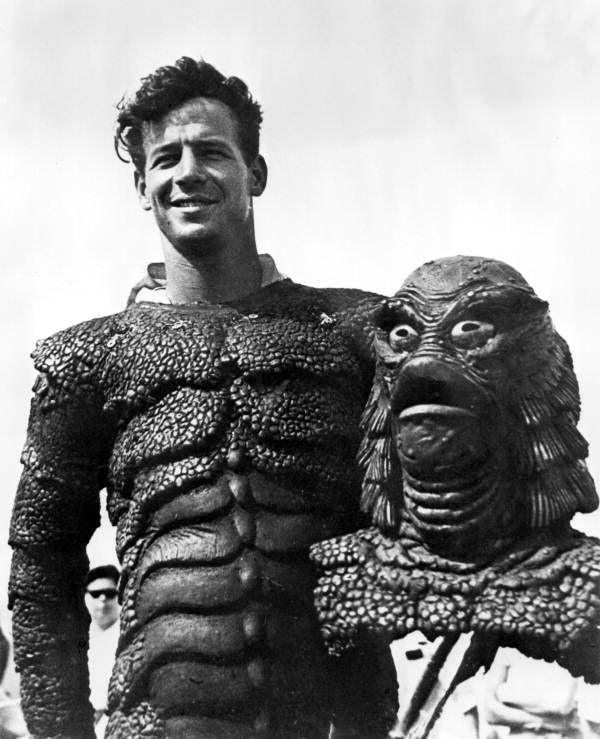
Ricou Browning v kostýmu Netvora, na jehož tvorbě pracovala Milicent Patrick

V roce 1953 obdržel Westmore telefonát od producenta Williama Allanda, který se od kamerama Gabriela Figueroa dozvěděl o mytickém netvorovi, napůl člověku a napůl rybě, žijící v řece Amazonce. Alland si vysnil film s tímto netvorem požádal Westmorovo oddělení, aby vytvořilo návrh. Westmore ho ujistil, že se tohoto úkolu zhostí a zadal nejdříve Chrisovi Muellerovi, aby vytvořil nějaké návrhy. Brzy si však vzpomněl na návrhy Mildred Patrick pro film Návštěva z vesmíru (1953). Patrick byla najata, aby vytvořila návrhy netvora, ale s podmínkami, že netvor musí vypadat děsivě a nepřirozeně, musí umět dobře plavat a mít pulsující žábry. Patrick se při návrhu netvora inspirovala zkoumáním prehistorických plazů a obojživelníků, ryb a také zvířat z devonu. Film šel do výroby v roce 1953 pod pracovním názvem The Sea Monster (Mořská příšera). V listopadu 1953 byl film přejmenován na Netvor z Černé laguny (Creature from the Black Lagoon). Během propagace filmu byla Patrick poslána na tiskové turné, aby vyprávěla o výrobě Netvora jako „Kráska, co vytvořila zvíře”. Westmore to však rychle změnil na „Kráska, která žije s netvorem”, aby se vyhnul označování Patrick za tvůrkyni netvora. Když se Patrick vrátila do Los Angeles, bylo jí oznámeno, že již pro Universal Studios nepracuje. Důvodem propuštění byla žárlivost ze strany Westmora, kvůli jejímu podílu na vytvoření Netvora. Po odchodu z Universal Studios, Patrick nikdy nepracovala v další filmové produkci a vrátila se k malým hereckým rolím. Zásluha na vytvoření Netvora byla připsána Westmorovi, dokud dokumentární film Návrat k Černé laguně: Netvorova kronika (2000), patřící do DVD Kolekce klasických monster, neodhalil Patrick jako tvůrkyni. Dříve v roce 1978, tvůrce filmů a vizuálních efektů Robert Skotak obnovil zájem o její kariéru, poté co publikoval článek dokumentující její práci na vytváření a návrzích stvoření v časopisu Famous Monsters of Filmland. Její práce na Netvorovi byla také prozkoumána v roce 2011 na webu Tor.com v článku Vincenta Di Fatea.

### Osobní život
Mildred Rossi potkala svého manžela Paula Fitzpatricka, když pracovala v Disney Studios. Fitzpatrick byl ženatý. Začali si spolu aférku, která byla odhalena Fitzpatrickovou ženou, která později spáchala sebevraždu, když se Fitzpatrick odmítl přestat s Mildred stýkat. Vzali se v roce 1945, což vedlo k odloučení od její rodiny a změně jména na Mil Fitzpatrick. Když se rozvedli, změnila si jméno znovu na Mil Patrick. V roce 1948 si znovu změnila jméno na nejvíce známé, Milicent Patrick. V roce 1950 žila s hlasovým hercem Frankem L. Grahamem. Dne 2. září byl Graham nalezen mrtvý ve svém kabrioletu v garáži, drže fotografii Milicent Patrick. Jeho smrt byla uzavřena jako sebevražda způsobená otravou oxidem uhelnatým. Patrick se znovu vdala za Syda Beaumonta, který zemřel na rakovinu v roce 1954. V roce 1955 se Patrick seznámila s Lee Trentem, hlasovým hercem z rozhlasové hry The Lone Ranger. Po bouřlivém vztahu plném zrušených zasnoubení se vzali 29. prosince 1963 v Las Vegas. Rozvedli se v lednu 1969, ale nadále se léta scházeli a rozcházeli. V roce 1988 se u Patrick objevila Parkinsonova nemoc a později rakovina prsu. Zemřela 24. února 1998 v hospicu v Roseville v Kalifornii.

## Filmografie

### Film
| Rok  | Titul                                                | Animátorka | Herečka | Kostýmní návrhářka | Maskérka | Poznámky                              |
| ---- | ---------------------------------------------------- | ---------- | ------- | ------------------ | -------- | ------------------------------------- |
| 1940 | Fantazie                                             | Ano        | Ne      | Ne                 | Ne       | Neuvedena                             |
| 1941 | Dumbo                                                | Ano        | Ne      | Ne                 | Ne       | Neuvedena                             |
| 1941 | Nerozhodný drak                                      | Ne         | Ano     | Ne                 | Ne       | Objevila se jako ona sama (neuvedena) |
| 1948 | Texas, Brooklyn and Heaven                           | Ne         | Ano     | Ne                 | Ne       | Jako vodní nymfa (neuvedena)          |
| 1948 | Zrodila se píseň                                     | Ne         | Ano     | Ne                 | Ne       | Žena v klubu Dorsey (neuvedena)       |
| 1948 | Thunder in the Pines                                 | Ne         | Ano     | Ne                 | Ne       | Žena v černém (neuvedena)             |
| 1949 | Bride of Vengeance                                   | Ne         | Ano     | Ne                 | Ne       |                                       |
| 1951 | Varieties on Parade                                  | Ne         | Ano     | Ne                 | Ne       | Prodavačka lístků (neuvedena)         |
| 1951 | Westward the Women                                   | Ne         | Ano     | Ne                 | Ne       | Okázalá žena (neuvedena)              |
| 1952 | Mara Maru                                            | Ne         | Ano     | Ne                 | Ne       | Komparz (neuvedena)                   |
| 1952 | Scarlet Angel                                        | Ne         | Ano     | Ne                 | Ne       | Dolly (neuvedena)                     |
| 1952 | The World in His Arms                                | Ne         | Ano     | Ne                 | Ne       | Lena (neuvedena)                      |
| 1952 | We're Not Married!                                   | Ne         | Ano     | Ne                 | Ne       | Guvernérova sekretářka (neuvedena)    |
| 1952 | Světla ramp                                          | Ne         | Ano     | Ne                 | Ne       | Komparz (neuvedena)                   |
| 1952 | Abbott and Costello Meet Captain Kidd                | Ne         | Ano     | Ne                 | Ne       | Hospodská děvče (neuvedena)           |
| 1952 | Against All Flags                                    | Ne         | Ne      | Ne                 | Ano      | Neuvedena                             |
| 1953 | Návštěva z vesmíru                                   | Ne         | Ne      | Ano                | Ne       | Design xenomorfa (neuvedena)          |
| 1953 | Abbott a Costello potkávají dr. Jekylla a pana Hydea | Ne         | Ne      | Ne                 | Ano      |                                       |
| 1954 | Netvor z Černé laguny                                | Ne         | Ne      | Ano                | Ano      | Design Netvora (neuvedena)            |
| 1954 | Pohanské znamení                                     | Ne         | Ne      | Ne                 | Ano      |                                       |
| 1955 | Ostrov zvaný Země                                    | Ne         | Ne      | Ano                | Ne       | Neuvedena                             |
| 1955 | Muž bez hvězdy                                       | Ne         | Ano     | Ne                 | Ne       | Boxcar Alice (neuvedena)              |
| 1956 | The Women of Pitcairn Island                         | Ne         | Ano     | Ne                 | Ne       | Ostrovanka (neuvedena)                |
| 1956 | He Laughed Last                                      | Ne         | Ano     | Ne                 | Ne       | Eaglova sekretářka (neuvedena)        |
| 1956 | Žízeň po životě                                      | Ne         | Ano     | Ne                 | Ne       | Julie (neuvedena)                     |

### Televize
| Rok  | Titul                         | Role               | Poznámky                                              |
| ---- | ----------------------------- | ------------------ | ----------------------------------------------------- |
| 1952 | The Roy Rogers Show           | Elena              | Epizoda: „Ride of the Ranchers”                       |
| 1953 | Ramar of the Jungle           | Bílá bohyně        | Epizody: „Tribal Feud”, „White Savages” & „Evil Trek” |
| 1955 | It's a Great Life             | Číšnice/Prodavačka | Epizody: „Call Michigan” 4099 & „Three Hungry Men”    |
| 1958 | The Restless Gun              | Rosita             | Epizoda: „Hornitas Town”                              |
| 1959 | Westinghouse Desilu Playhouse | Senora Alvarez     | Epizoda: „The Killer Instinct”                        |
| 1960 | Lawman                        | Mary Beyer         | Epizoda: „The Surface of Truth”                       |
| 1961 | Laramie                       | Rose               | Epizoda: „The Jailbreakers”                           |